# Ulica Stanisława Żółkiewskiego w Toruniu
Ulica Stanisława Żółkiewskiego w Toruniu – ulica w Toruniu, położona na Jakubskim Przedmieściu, łącząca plac Fryderyka Skarbka z estakadą im. inż. Marka Sudaka. Podczas II wojny światowej ulica nosiła nazwę Werkstrasse. W okresie komunistycznym nosiła nazwę ulicy 22 Lipca. Przy ul. Stefana Żółkiewskiego znajdują się m.in. centrum handlowe Galeria Copernicus, siedziba Toruńskich Zakładów Materiałów Opatrunkowych, budynek administracyjno-biurowy Fabryki Dietricha z 1905 roku Fabryka Cukiernicza „Kopernik” (u zbiegu ulicy Żółkiewskiego z Szosą Lubicką).